# العلاقات البلجيكية السورية
العلاقات البلجيكية السورية هي العلاقات الثنائية التي تجمع بين بلجيكا وسوريا.

## مقارنة بين البلدين
هذه مقارنة عامة ومرجعية للدولتين:
| وجه المقارنة                                              | بلجيكا                                                                              | سوريا                    |
| --------------------------------------------------------- | ----------------------------------------------------------------------------------- | ------------------------ |
| المساحة (كم2)                                             | 30.53 ألف                                                                           | 185.18 ألف               |
| عدد السكان (نسمة)                                         | 11.37 مليون                                                                         | 18.27 مليون              |
| الكثافة السكانية (ن./كم²)                                 | 372.42                                                                              | 98.66                    |
| العاصمة                                                   | بروكسل                                                                              | دمشق                     |
| اللغة الرسمية                                             | اللغة الهولندية، لغة فرنسية، اللغة الألمانية                                        | اللغة العربية            |
| العملة                                                    | يورو، فرنك بلجيكي                                                                   | ليرة سورية               |
| الناتج المحلي الإجمالي (بليون دولار)                      | 492.68 مليار                                                                        | 60.20 مليار              |
| الناتج المحلي الإجمالي (تعادل القوة الشرائية) بليون دولار | 514.74 مليار                                                                        |                          |
| الناتج المحلي الإجمالي الاسمي للفرد دولار أمريكي          | 40.32 ألف                                                                           |                          |
| الناتج المحلي الإجمالي للفرد دولار أمريكي                 | 43.44 ألف                                                                           |                          |
| مؤشر التنمية البشرية                                      | 0.890                                                                               | 0.594                    |
| رمز المكالمات الدولي                                      | +32                                                                                 | +963                     |
| رمز الإنترنت                                              | .be                                                                                 | .sy                      |
| المنطقة الزمنية                                           | توقيت وسط أوروبا، ت ع م+01:00، ت ع م+02:00، توقيت وسط أوروبا الصيفي، أوروبا/بروكسل ‏ | ت ع م+02:00، ت ع م+03:00 |

## منظمات دولية مشتركة
يشترك البلدان في عضوية مجموعة من المنظمات الدولية، منها:
| علم المنظمة | اسم المنظمة                               | تاريخ انضمام بلجيكا | تاريخ انضمام سوريا |
| ----------- | ----------------------------------------- | ------------------- | ------------------ |
|             | الاتحاد البريدي العالمي                   | ?                   | ?                  |
|             | مؤسسة التنمية الدولية                     | 2 يوليو 1964        | 28 يونيو 1962      |
|             | منظمة حظر الأسلحة الكيميائية              | ?                   | ?                  |
|             | الأمم المتحدة                             | 27 ديسمبر 1945      | 24 أكتوبر 1945     |
|             | وكالة ضمان الاستثمار متعدد الأطراف        | 18 سبتمبر 1992      | 14 مايو 2002       |
|             | منظمة الشرطة الجنائية الدولية             | ?                   | ?                  |
|             | مؤسسة التمويل الدولية                     | 27 ديسمبر 1956      | 28 يونيو 1962      |
|             | المنظمة الهيدروغرافية الدولية             | ?                   | ?                  |
|             | الاتحاد الدولي للاتصالات                  | 1866                | 12 يناير 1924      |
|             | البنك الدولي للإنشاء والتعمير             | 27 ديسمبر 1945      | 10 أبريل 1947      |
|             | المركز الدولي لتسوية المنازعات الاستشارية | 26 سبتمبر 1970      | 24 فبراير 2006     |
|             | يونسكو                                    | 29 نوفمبر 1946      | 16 نوفمبر 1946     |

## أعلام
هذه قائمة لبعض الشخصيات التي تربطها علاقات بالبلدين:
- خالد العظم (سياسي سوري، 1903[22][23][24] – 18 نوفمبر 1965[24])
- سنحاريب ملكي (لاعب كرة قدم سوري، 1 مارس 1984[25] – )

## وصلات خارجية
- موقع وزارة الخارجية البلجيكية